# Aulacigaster leucopeza
Aulacigaster leucopeza is een vliegensoort uit de familie van de Aulacigastridae. De wetenschappelijke naam van de soort is voor het eerst geldig gepubliceerd in 1830 door Meigen als Diastata leucopeza.